# プリマス植民地
プリマス植民地（プリマスしょくみんち、英: Plymouth Colony、綴りはPlimouthとも）は、現在のマサチューセッツ州プリマスに1620年に建設されたイングランド移民による植民地。ニューイングランドにおける最初の成功した恒久的な植民地であり、北アメリカにおけるイギリスの植民地としてもニューファンドランド植民地、ジェームズタウン植民地（バージニア植民地）に続く3番目の恒久的な植民地であった。最初に建設された町の名前からニュープリマス（英: New Plymouth）や、オールド・コロニー（古き植民地、英: The Old Colony）とも呼ばれる。ピューリタンのうち、分離派の一派であるピルグリム・ファーザーズによって建設され、彼らが大西洋横断に用いたメイフラワー号もよく知られる。イングランドによる植民地時代の初期アメリカの植民地群の事実上の首都として機能し、感謝祭やプリマス・ロックの記念碑など、アメリカの伝統や慣習にも強い影響を与えた。最盛期には現在のマサチューセッツ州南東部の大半を占めたが、無特許の自治植民地だったこともあって、1691年にマサチューセッツ湾植民地を主体として他の植民地や準州と合併させられ、王室の直轄地（王冠植民地）となるマサチューセッツ湾直轄植民地に移行した。合わせて首都もボストンに移る。
プリマス植民地を建設したのは後にピルグリム・ファーザーズと呼ばれることになるイングランド国教会分離派の一派であった。彼らは冒険商人組合から資金と人材の貸出を受けて、メイフラワー号で大西洋を渡り、互いにメイフラワー誓約を結んで、かつて探検家ジョン・スミスがニュープリマスと命名した土地に入植した。ポパム植民地など短期で放棄される植民地もある中、約100人の入植者のうち約半数が最初の冬に死亡するなど、過酷な出だしとなった。しかし、英語に堪能なスクアントや同地の有力な部族・ワンパノアグ族など先住民と友好関係を築き、彼らの援助もあって定住に成功した。以降、出産率の増加やピューリタンの新規入植者を受け入れるなどして人口を増やし、規模を拡大していった。ニューイングランド植民地群を大幅に拡大させた「大移動」の時期にも規模を拡大させたが、1629年に建設されたボストンを中心とするマサチューセッツ湾植民地には及ばず、規模においては後塵を拝する形となった。しかし、インディアン戦争の1つであるフィリップ王戦争（1675年-1678年）で中心的な役割を果たすなど、マサチューセッツ湾植民地との合併まで、先駆者としての地位は維持した。
独立した植民地としては約70年と比較的短かったが、アメリカ史において特別な役割を果たしたと評される。プリマスに入植した者たちは、経済的成功を志して新天地を目指してジェームズタウン植民地に入植したような者たちではなく、宗教的迫害から逃れてきた者たちという特徴があり、理想の宗教社会を求めていた。構築された社会的・法的制度は彼らの宗教理念やイングランドの慣習と綿密に結びついていた。

## 「プリマス」という名称について
プリマス植民地にはそれぞれ異なる3つのプリマスが関わっている。
1. 入植者（ピルグリム・ファーザーズ）に入植許可を与えた勅許会社「プリマスのバージニア会社」、通称プリマス会社（英語版）。
2. イングランド本国でのメイフラワー号の最終出港地であるデヴォン州プリマス。
3. 最終的に入植した地名の「ニュープリマス」。これは探検家ジョン・スミスによって過去に命名されていた。

それぞれプリマス植民地の名前の由来として挙げられることがあるが、実際に元になったのは3つ目の地名である。

## 歴史
プリマス植民地は、後世にピルグリムズ（Pilgrims、巡礼始祖者。日本語では一般にピルグリム・ファーザーズ）として知られるブラウン派（イングランド国教会の分離派）の一団によって建設された。その中核（成人の約4割、その子供らも含めると5.6割ほど）は、ウィリアム・ブラッドフォードとウィリアム・ブリュースターに率いられた会衆（信徒）たちの一部であった(p3)。

### プリマスの前史

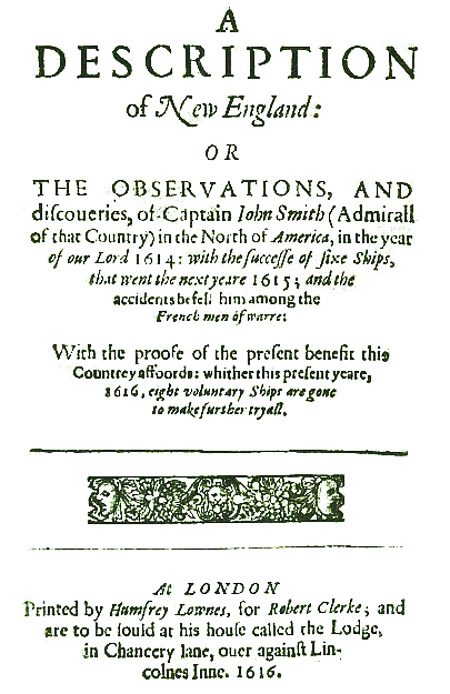
1616年に発行されたジョン・スミスの『ニューイングランドについて』（A Description of New England）の表紙。この書籍に初めて「ニュープリマス」という地名が記載された。

プリマスは、ピルグリム・ファーザーズ（ピルグリムズ）による入植以前より同地にヨーロッパ人の手が入っており、「プリマス」という地名も彼ら以前に命名されたものであった。
後にイングランドがアメリカ東海岸を広く領有する礎を築いたのは、ジョン・カボットによる1497年のニューファンドランド島の発見であった。
後にニューイングランドと呼ばれる地域の最古級の地図は地図製作者ジャコモ・ガスタルディが1540年頃に製作したものだが、これはブレトン岬をナラガンセット湾と誤って同定したために、沿岸地の大部分が省略された不十分なものであった。
また、16世紀からはニューイングランド沿岸の海域で漁を行うヨーロッパの漁師たちも現われ始めた。
1605年、プリマスを含む広い一帯をフランス人探検家・地理学者のサミュエル・ド・シャンプランが探索した。彼は特にポート・プリマスを探索し、「ポート・サンルイ（Port St. Louis）」（セントルイスのフランス語読み）と名付け、詳細な地図を製作した。彼は後にプリマスの町が建設された土地にあったパトゥセット族の村を繁栄した集落だと記録している(pp55–56)。
しかし、1617年から1619年にかけて、パトゥセット族を含むマサチューセッツ沿岸のインディアンの90パーセントが疫病で亡くなる事態が発生した。これは伝統的に旧世界由来の天然痘だと考えられているが、近年の研究ではレプトスピラ症だった可能性が指摘されている。
これら事態は結果として、後にピルグリムズが同地に入植した際に現地のインディアンたちが強く反発する深刻な事態を招かなかったことに繋がり、彼らの成功とイングランドの植民地政策に多大な影響を及ぼした可能性がある。
1607年にはニューイングランドで初のイングランド人入植地となるポパム植民地がメイン州沿岸部に建設された。この植民地はプリマス会社（プリマス植民地とは無関係）によって計画されたものだが、内部の政治争いや疫病、天候の問題などにより、1608年には放棄され、短命に終わった。
1614年、この地域を探索したジェームズタウンのジョン・スミスが、同地を「ニューイングランド」と命名したとされている。彼はインディアンの言葉に基づいて多くの地名をつけていったが、パトゥセット族の土地は当初「アコマック」（Accomack）と名付けていた。その後、国王ジェームズ1世の王太子であるチャールズに相談した結果「ニュープリマス」に変更され、1616年に出版された彼の著書でも、「ニュープリマス」と明記されている。これがプリマス植民地の名前の由来になっている(pp69–71)。
また、メイフラワー号の入植者たちがケープコッドを始めて探検した時には、ヨーロッパ人らの居住跡を見つけ、放棄された砦や、ヨーロッパ人男性とインディアンの子供の両方の遺体が入った墓を発見している(pp46–48)。

### 国教会の分離派

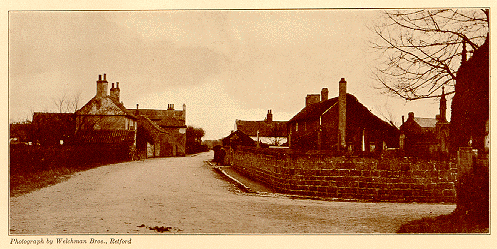
1911年に撮影されたスクルービー村の写真。メイフラワー号に乗ったピルグリム・ファーザーズが1607年まで住んでいた故郷だった。

16世紀前半、イングランドではヘンリー8世の離婚問題に端を発して、イングランド国教会がローマ・カトリックから分離独立する事態が起こった。このイングランドの宗教改革はエリザベス1世の時代に一段落ついたが、大陸の改革派教会の水準を望むカルヴァン派のプロテスタントらには不満が残るものであった。このさらなる国教会改革を望んだ急進派の信徒集団を総称してピューリタンと呼ぶ。ピューリタンの多くは国教会内部からの改革を志したが、16世紀後半には国教会を完全に否定し、分離独立を望んだロバート・ブラウンのような、より急進的な勢力も現われ始めた。彼らは分離派や、ロバート・ブラウンの名をとってブラウン派と呼ばれ、国教会のみならず、イングランド王室も公然と批難したために危険視された。
後にピルグリムズと呼ばれることになった分離派の一団は、ノッティンガムシャーのイーストレットフォード近郊にあったスクルービーという村の出身であった。1607年、彼らはトビアス・マシュー大主教によって家宅捜索を受け、信徒数名が投獄されるなど宗教的迫害の圧力を感じて移民を決意した(pp7–13)(ppxiii–xiv)。1608年にイングランドを離れるとオランダ（ネーデルラント連邦共和国）に渡り、最初はアムステルダム、次にライデンに定住した(p51)。
ライデンでは自分たちが望んだ礼拝など宗教活動を自由に営むことができたが、オランダ社会には馴染めなかった。特にスクルービーは農業地域であったのに対し、ライデンは工業が盛んで、生活ペースが異なっていた。
コミュニティの結束は保たれていたが、子供たちはオランダ語や同地の習慣を身に付け始め、オランダ軍に入隊する者も現われ始めた。
さらにイングランド王室の迫害も終わらず、1618年には国王と国教会を強く非難する声明を出したブリュースターを逮捕をするために、イングランド当局の人員がライデンに派遣されるという事態が起こった。ブリュースターの逮捕は免れたものの、この出来事は共同体をよりイングランド政府の手の届かないところへ向かわせる強い動機となった(pp16–18)。
1619年6月、彼らはプリマス会社から入植の特許状を得た。ただ、オランダの影響を避けるためにニューネーデルラント領内のケープコッドの南部地域へ入植することは断り、さらに南方に位置するハドソン川の河口（現在のニューヨーク）を入植地に決めた。
また、資金は植民地での利潤獲得を目的として活動していた冒険商人組合から調達した(pp19–20, 169)。
彼らは冒険商人組合の借受資金で食料を購入し、また渡航手段としてメイフラワー号とスピードウェル号を確保した。当初は1620年初頭に出発する予定であったが、冒険商人組合との交渉が難航し、渡航計画や資金調達計画が何度も修正され、数ヶ月遅れることとなった。最終的に彼らが他の入植者らと共にオランダのデルフスハーヴェン港からスピードウェル号で出港したのは1620年7月のことであった(pp20–23)。

### メイフラワー号

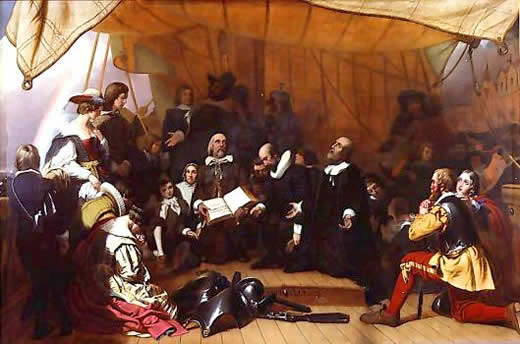
『ピルグリム・ファーザーの乗船』（ロバート・ウォルター・ウィアー作、1844年）アメリカ連邦議会議事堂の円形ホールに飾られている。

オランダを出港したスピードウェル号は、1620年7月頃にイングランドのサウサンプトンでより大きなマストに艤装し直された後、ロンドンで購入したメイフラワー号と合流した。
当初の船長はスピードウェル号がレイノルズ、メイフラワー号がクリストファー・ジョーンズであった。
サウサンプトンでは1年近く潜伏していたウィリアム・ブリュースターが合流し、他にも共同体から「よそ者（The Strangers）」と呼ばれた集団も乗船した。この「よそ者」たちは、植民地建設のために冒険商人組合が募った人足たちのことであり、後には年季奉公人（indentured servants）を指す言葉としても用いられるようになった。
「よそ者」の中には植民地の軍事指導者であったマイルス・スタンディッシュ、冒険商人組合から大西洋横断時の船団の知事（提督）として指名されていたクリストファー・マーティン、シェイクスピアの『テンペスト』の着想元になったと言われる失敗経験のある植民地事業者スティーブン・ホプキンスなどがいた(pp24–25)。
また、後に船が合併してライデンの指導者となったグループには、ジョン・カーヴァー、ウィリアム・ブラッドフォード、エドワード・ウィンズロウ、ウィリアム・ブリュースター、アイザック・アラートンがいた。
メイフラワー号とスピードウェル号の出港は予定より遅れに遅れた。
まずサウサンプトンからの出港は冒険商人組合との交渉に失敗し、延期された。そして8月5日にメイフラワー号90名、スピードウェル号30名、合計120名で出発したのだが(p63) 、すぐにスピードウェル号に重大な漏水が発生し、修理のためダートマスに入港する必要に迫られた。この原因の1つにはマストの帆が風を受けすぎたことにあった。
修理は完了するも順風を待つためにさらに遅れが生じ、8月23日に再出航した。ところが、200マイル（320km）進んだところで再びスピードウェル号に重大な漏水が発生し、イングランドに引き返してプリマス港に入った。
スピードウェル号は航行不能だと判明し、その乗客らは既に超過状態となっていたメイフラワー号に合流を試み、また一部は渡航自体を諦めた。後の推測では、スピードウェル号の乗組員が危険な大西洋横断航海を避けるために意図的に妨害工作を行ったとされている(pp27–28)。
こうしたトラブルの結果、入植者たちは修理費と港湾使用料を工面するために重要な食料の一部を売却する必要に迫られた。さらに重大な問題点は晩秋の航海によって劣悪な船上で冬期を迎える事態に陥ったことであった。
1620年9月6日、メイフラワー号はプリマス港より出港した。全長106フィート（約32メートル）の比較的小さな帆船に102人の乗客と約30人の乗組員が乗っていた。
航行期間中、最初の1ヶ月は波と風は穏やかであったが、2ヶ月目になると北大西洋の強い冬の強風に襲われ、構造的な損傷から水漏れを起こすなど船体は酷く揺れた。船酔いは酷く、主要な船梁は歪んだり割れたりするなど、多くの障害に見舞われた。また死亡者も出た。
約2ヶ月の航海を経た11月9日に彼らはケープコッド沖で陸地を発見した。そこからハドソン川河口の上陸予定地点まで南下しようと試みたが、ケープコッドとナンタケット島の間にある浅瀬地帯ポロック・リップでトラブルに遭遇した。冬が近づき、食料の不足が危険レベルに達していたために、当初計画を断念し、ケープコッドの北側へ向かった(pp35–36)。

### プロビンスタウンとプリマスへの上陸

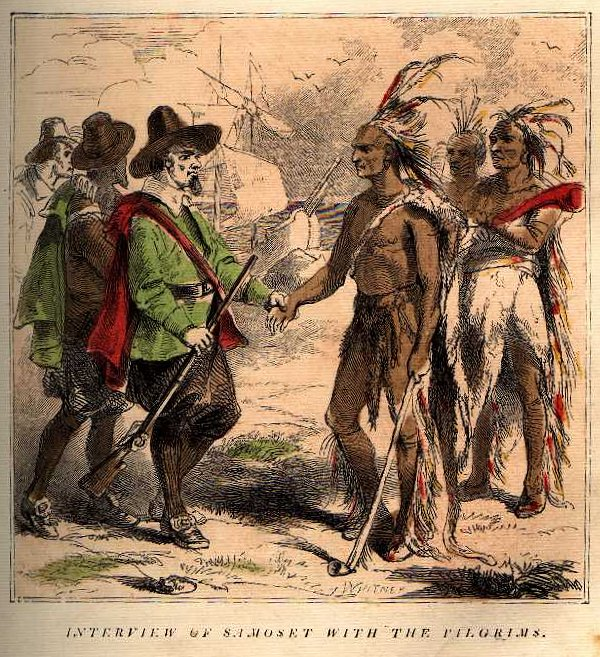
サモセットに尋ねる入植者たち。1852年の本の挿絵。

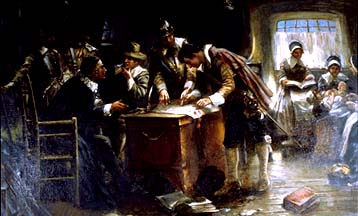
『メイフラワー誓約の調印』（エドワード・パーシー・モラン作、1900年）

1620年11月11日、メイフラワー号はケープコッドの先端部、現在のプロビンスタウン港に停泊した。彼らはこの土地に入植する特許状を持っておらず、このことは彼らに今後の入植地で開拓した土地の個人所有権に関する法的根拠が何ら無いことを強く意識させた。この点について嫌疑を唱える者も現われ始めたことで、これら懸念を払拭するために入植者たちは最初の統治文書となったメイフラワー誓約を起草・署名した。この文章は、共同体の目的を再確認すると共に、建設された植民地がイングランド本国の社会規範に準じて統治されることを大まかに確認したに過ぎなかったが、入植者の多くが抱えていた財産権に関する不安を解消するという目的を果たした(p41)。この社会契約は41人の男性によって書かれ、署名された（女性には社会権がなかった）。これは会衆派教会が新しい教会を設立する際に用いる契約をモデルにしていた。植民地は「公正で平等な法律」によって統治されるべきだと明確に規定し、また署名者はその法律を遵守することを約束した(p61)。
翌12日は日曜日（安息日）であったため、一行は祈りと礼拝のために船内に留まった。13日に上陸したが、最初の仕事はシャロップ船の組み立てであった。シャロップ船とは船と陸地の間を移動するための喫水の浅い小型船（ボート）のことで、遠洋航海中は分解保管されていた。後にメイフラワー号がイングランドに戻った後も、このシャロップ船は植民者たちの手元に残った。
15日、マイルス・スタンディッシュを隊長とする17人の探検隊が同地を探索し、インディアンの墓を暴いたり、地面に埋められたトウモロコシの貯蔵場所を発見した。その翌週にはスザンナ・ホワイトが息子ペレグリンを船内で出産し、新世界で始めて誕生した彼らの子供となった。
27日にシャロップ船が完成すると、この船を使ってジョーンズ船長を隊長とする第二次探検が行われた。この探検隊は35名で構成されていたが、悪天候に悩まされた。この二次探検の唯一の功績は、インディアンの墳墓と、そこに供えられたトウモコロシの発見、そして来年の作付け用のトウモロコシを持ち帰ったことであった。
第三次探検は12月6日に行われたが、現在のイーストハム近郊で「最初の遭遇」として知られるインディアンとの小競り合いが発生した。
結局、適切な入植地の発見はできなかった上に、トウモロコシを奪って発砲したことで現地のインディアンを怒らせたのではないかと恐れ、別の土地を探すことに決めた。
こうして彼らはプロビンスタウンを出港すると、ケープコッド湾を横切り、湾の西岸部を目指した(pp55–77)。
12月16日、現在のプリマス港に到着したメイフラワー号は3日かけてあたりの探索を行った。入植候補地としてはクラークス島やジョーンズ川の河口付近（現在のキングストン）などが挙がったが、いずれも却下され、最終的には数年前までパトゥセット族の集落があった彼らの放棄地に決定した。
この土地が選ばれた最大の理由は、防御のしやすさにあった。候補地の中心には2つの丘があり、それぞれ頂上に住居施設と砲台を設置することを計画した。また、先住民が大部分を既に開墾していたことも農業を営みやすかった点で重要であった。現在のタウン・ブルックとビリントン・シー湖を水源として真水の確保もできた。
この入植にあたっては彼らが最初に上陸した場所としてプリマス・ロックが有名だが、この逸話の正しさを保証する同時代の記録はない(pp78–80)。
ピルグリムズが入植を決めた土地は、先述の通り、ジョン・スミスが1614年に出版した自著においてニュープリマスと既に名付けられていた。植民地名を決めるにあたって彼らは、最終出発地がデヴォン州プリマスであった縁にちなみ、そのまま名前を残すことにした。

### 最初の冬

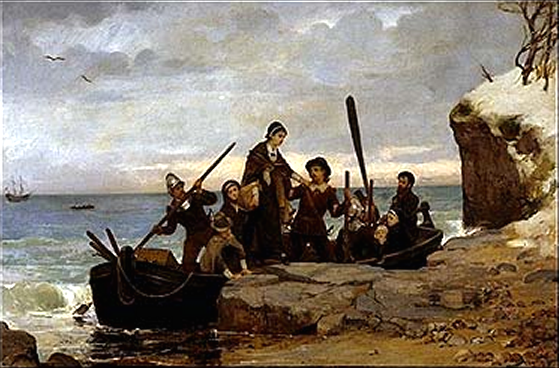
『ピルグリムたちの上陸』（ヘンリー・ベーコン作、1877年）

1620年12月21日、最初の上陸部隊がプリマスに到着した。しかし、家を建てる計画は悪天候のために12月23日まで遅れた。
建設の進行とともに、警備のために20人が常に陸に残り、残りは毎晩メイフラワー号に泊まった。女子供や病人も船内に残り、その多くは6ヶ月間、外に出ることはなかった。最初の建造物は木切れと土で作った一般的な家屋であり、ニューイングランドの厳しい冬の中、完成までに2週間を要した。その後、数週間で入植地の他の部分も形成されていった。コールズ・ヒルと名付けられた丘の、比較的なだらかな頂上には居住用と作業用の建物が建てられ、また近くの丘には防衛用の砲台の木製の基礎が作られ、フォート・ヒルと命名された。
冬の間、メイフラワー号の入植者たちは、避難所の不足、壊血病などの病気といった船上生活で一般的な過酷な状況に苦しめられた。男の多くも働けないほどに衰弱した。
102名の入植者たちのうち、45人が死亡し、コールズ・ヒルに埋葬された。また冬の間に建設できたのは、19棟の予定のうち、7棟の住居と4棟の共同住宅のみとなった(pp80–84)。
1月末には、メイフラワー号から食料を積み下ろすのに十分なだけの集落が建設された。
何度か地元インディアンとの緊迫した遭遇の後、2月中旬にはマイルズ・スタンディッシュを指揮官として防衛隊が組織された。月末までには5基の大砲がフォート・ヒルに配置された(p88–91)。
また、マーティンの後任としてジョン・カーヴァーが知事に選出された。
1621年3月16日、インディアンとの最初の正式な接触があった。相手はサモセットという名のアベナキ族の酋長（サガモア）であった。彼は現在のメイン州ペマキッド・ポイントの生まれで、同地で活動する漁師や罠猟師から英語を少し学んでいた。そして大胆にも入植地に入ると「ようこそ。イングランド人たち（Welcome, Englishmen!）」と宣言した。
この時のサモセットとの対談で、入植者たちはパトゥセット族ら以前の住民たちが疫病で亡くなったことを知った。また、入植者らは、この地域の重要な指導者がワンパノアグ族の酋長マサソイト(p93, 155)であることや、パトゥセット族の唯一の生存者であるスクアントについて教えられた。
スクアントはヨーロッパで過ごした経験があり、英語に堪能だった。
サモセットはプリマスで一夜を明かし、マサソイトの部下数人と会う約束をした(p93–94)。
マサソイトとスクワントは、自分たちの部族の何名かがイングランドの船員らに殺されたことがあったために、ピルグリムズらを警戒していた。2人は彼らがプロヴィンスタウンに上陸した際に、トウモロコシの貯蔵庫を襲ったことも知っていた(p94–96)。
また、スクワント自身は1614年にイングランドの探検家トマス・ハントに拉致され、最初はスペインの修道士グループの奴隷として、その後はイングランドで自由人として、5年間ヨーロッパで過ごした人物だった。彼は探検家ロバート・ゴージズ少佐のガイドのため、1619年にニューイングランドに戻っていたところ、マサソイトとその部下たちによって助け出されていた(p52–53)(pp50–51)。
3月22日、サモセットはスクアントを含むマサソイトの代表団と共に再びプリマスを訪れた。
間もなくマサソイト本人も合流し、カーヴァー知事と贈り物を交換した後、正式な和平条約を結んだ。この条約はそれぞれの民族が他方の民族に危害を加えず、またマサソイトがプリマスと平和的な交渉を行うために同盟者らに人員を派遣すること、そして戦時には互いに助け合うことを保証するものであった(pp97–99)。
メイフラワー号は港に4ヶ月近く停泊した後、1621年4月5日にイングランドに向けて出航した(p100–101)。
最初の入植者102人のうち、半数近くが最初の冬に亡くなった(pp83–85)。
ウィリアム・ブラッドフォードは「この最初の船で共にやってきた100人の中で、ほぼ半数が死を免れなかった。彼らの多くは2, 3ヶ月のうちに死んだ」と書き記した。
コールズ・ヒルの墓のいくつかは1855年に発掘され、プリマス・ロック近くの場所に改葬された(p83)。

### 最初の感謝祭

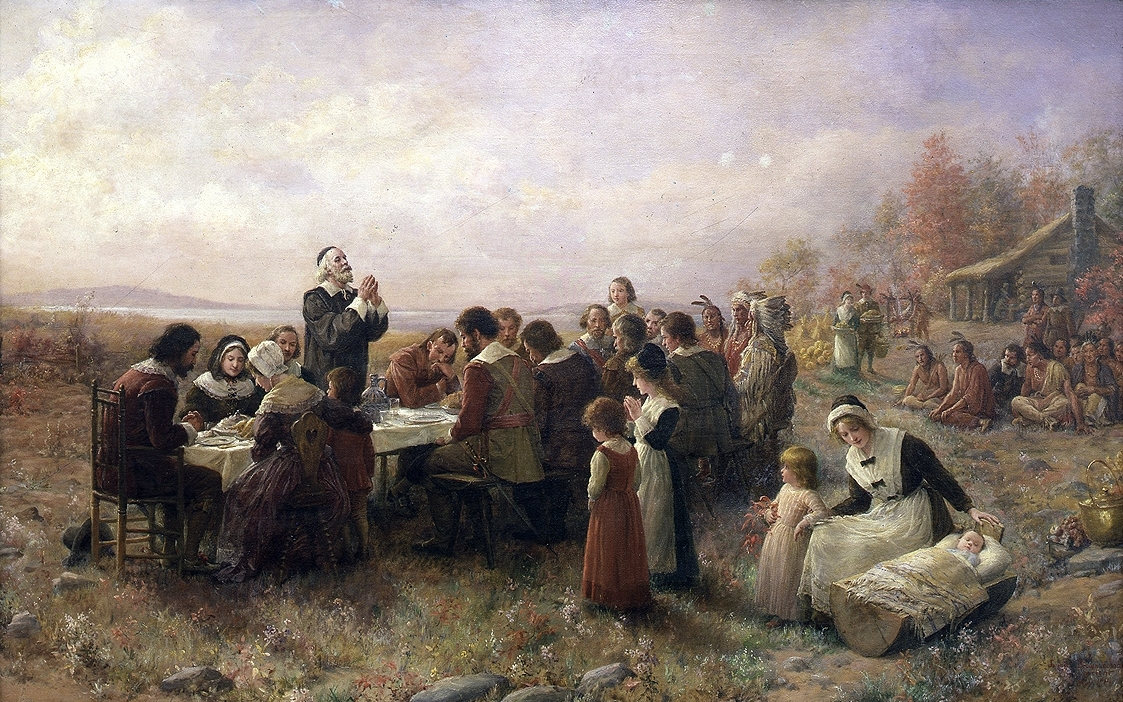
『プリマスでの最初の感謝祭』（ジェニー・オーガスタ・ブランズクーム作、1914年）。ピルグリム・ホール博物館所蔵。

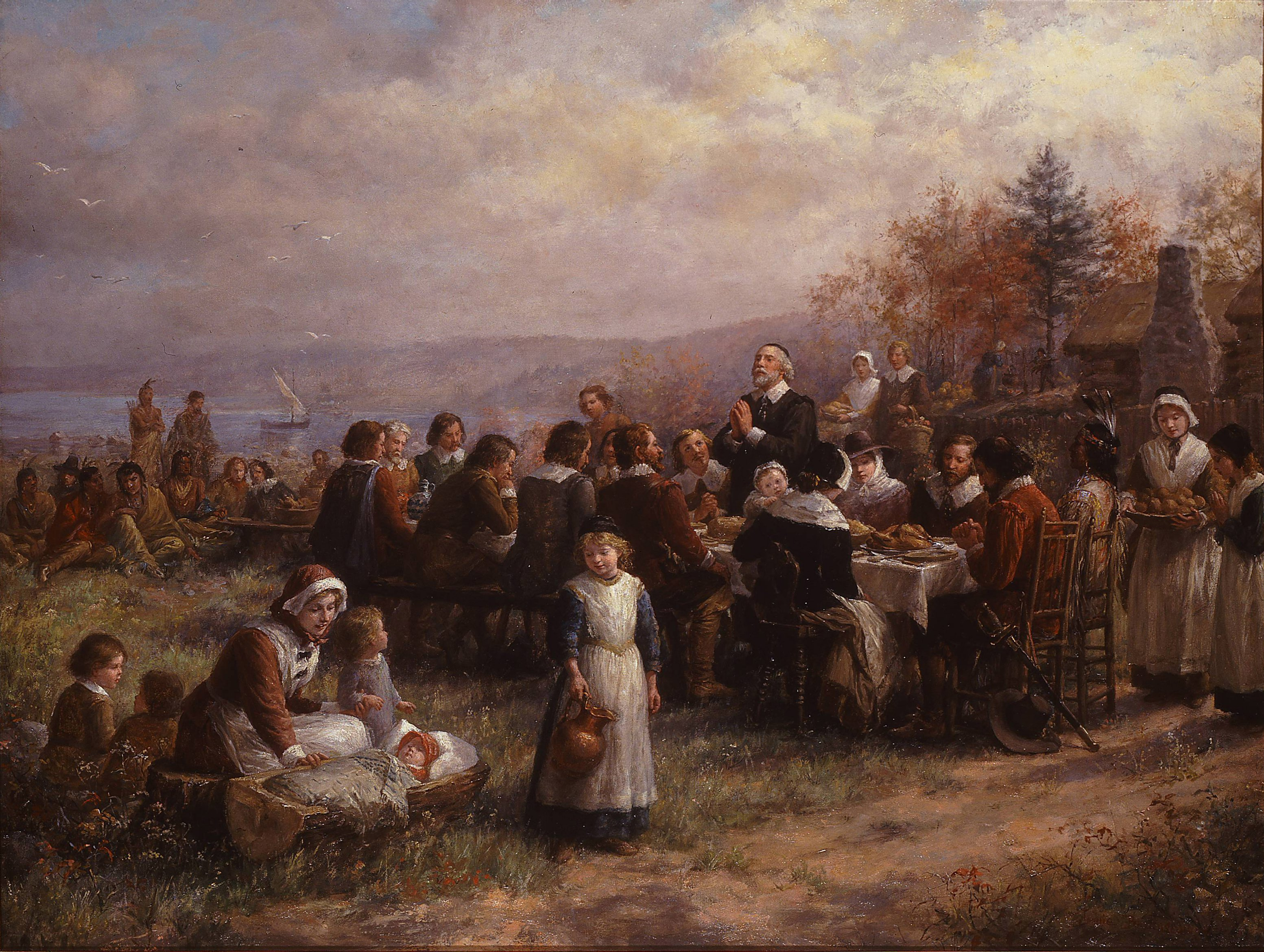
『プリマスでの感謝祭』（ジェニー・オーガスタ・ブランズクーム作）。国立女性美術館所蔵。

1621年秋に感謝祭が行われた。これは19世紀には「最初の感謝祭」と呼ばれ知られるようになったものである。推定では10月初旬に行われ、生存者53名と招待されたマサソイトとその配下90名によって祝われた。この出来事を記した当時の史料は3つある。ウィリアム・ブラッドフォードの『オブ・プリマス・プランテーション』（Of Plymouth Plantation）、エドワード・ウィンズロウの著作と推定される『モート報告』（Mourt's Relation）、長年プリマスの植民地書記官を務めたナサニエル・モートンの『ニューイングランドのメモリアル』（New England's Memorial）である。
祝宴は3日間続き、入植者たちが調達した様々な種類の水鳥、七面鳥、魚、また、ワンパノアグ族が持ち込んだシカ5頭が饗された。

### インディアンとの初期の関係
マサソイトたちが去った後も、スクアントはプリマスに留まり、魚を使った肥料の作成方法など、ニューイングランドで生活するための知恵を授けた。最初の数年間においては毛皮貿易が主要な収入源であり、先住民たちから買った毛皮をヨーロッパ人に売るのは、自給自足の農業よりも良い収入源であった。
メイフラワー号がイングランドに向けて出港してから間もなく、カーヴァー知事が突然死し、新たに選出されたブラッドフォードが後を継いだ。彼は1632年まで長らく知事の職にあり、指導者として植民地の初期形成期間に大きく関わった(p102–103)。
マサソイトは約束通り、1621年半ばには同じく和平の約定を携えた多数の先住民と共にプリマスを訪れた。7月2日には、後に植民地の首席外交官となるエドワード・ウィンスローが仲間を率いて各部族の酋長らと交渉するために出発した。この中には通訳としてスクアントも同行した。数日後、ナラガンセット湾近くのマサソイトがいるソワムズ村に到着した。食料と贈り物の交換の後、マサソイトはプリマスの入植者たちと独占的な交易を行う協定を結んだ。その後もスクアントは留まり、プリマスが他の諸部族と同様の交易関係を結ぶこと手助けし、域内を旅した(pp104–109)。
7月末に、ジョン・ビリントンという名の少年が、植民地周辺の森で行方不明になる出来事が起こった。この時、彼はケープコッドに住むノーセット族に発見されたとされている。ノーセット族は、ピルグリムたちがプリマスへの入植前にケープコッドを探検した際にトウモロコシを盗んだ相手であった。入植者たちは少年を取り戻すために一団を組織し、ノーセット族との交渉にあたった。この時、少年の身柄と引き換えにトウモロコシの対価を弁済することで合意に達した。この交渉は、この地域の他の部族との和平を確保することにも役立った(pp110–113)。
ジョン・ビリントンの一件と並行して起こったのが、マサソイトらワンパノアグ族の数名がナラガンセット族に捕まったという一件であった。これを知ったプリマスは、マサソイトらを救出すべく、マイルス・スタンディッシュ率いる10人の部隊を派遣した。スタンディッシュの狙いは、ナラガンセット族の酋長コービタントを捕らえ処刑することにあったが、その追跡中にマサソイトらは逃亡に成功し、復権した。この一連の出来事では戦闘も起き、スタンディッシュらの部隊がインディアン数名に怪我を負わせ、その治療を植民地で行ったという出来事もあった。コービタントの確保という目的は果たせなかったものの、スタンディッシュが先住民たちに示した武威は、植民地への敬意を集めることに繋がった。この結果、9月にはマサソイトとコービタントを含む、この地域で有力な酋長9名がイングランド王ジェームズ1世に忠誠を誓う約定を取り交わすことにつながった(pp113–116)。
1622年5月、冒険商人組合から新たな入植地を探す7人の男たちを乗せたスパロー号が到着した。その後、2隻の船が続いて60名全員が男という入植希望者が到着した。彼らは7、8月をプリマスで過ごすと北上し、ウェサガセットと名付けた土地（現在のウェイマス）に入植した。
この入植地は短命に終わったが、イングランド人と在地のインディアンとの関係を劇的に変える出来事を引き起こした。発端は、ウェサガセットに対してインディアンによる軍事的脅威があるという報告をプリマスが受けたことであった。これに対してスタンディッシュは町を守るべく部隊を率いて現地に向かったが、特に攻撃はされていないことがわかった。しかし、スタンディッシュは先制攻撃を決意すると、食事をしながら交渉するという名目でマサチューセッツ族の有名な指揮官2名を呼び出し、暗殺した。歴史家のナサニエル・フィルブリックはこの出来事を「スタンディッシュの襲撃」と呼んでいる。さらにスタンディッシュは部下たちと、オブタキーストという名の地元の酋長を追跡したが、彼は3名のウェサガセットの住民の捕虜を連れて逃亡した。この捕虜は後に殺害された(pp151–154)。
間もなくしてウェサガセットは放棄され、生存者はプリマスに合流した。
この「スタンディッシュの襲撃」は、すぐに現地のインディアンたちの間で知られることとなり、多くの者たちが集落を捨てて逃げ出した。フィルブリックはこの襲撃が同地の信頼関係に取り返しのつかないダメージを与え、新たな情勢が構築されるまでに相当の時間を要したと評している(p154–155)。
ウィンスローが1624年に執筆した回顧録によれば、集落を捨てた先住民たちは沼地や荒野に移り住んだ結果、コミュニティ内に病気が蔓延し、その多くが死んだとしている。
これは先に述べた上手くいっていた毛皮貿易を失わせる結果に繋がり、冒険商人組合への返済を滞らせた。すなわち、「スタンディッシュの襲撃」は植民地の立場を強化するどころか、悲惨な結果をもたらした。ブラッドフォードは冒険商人組合に宛てた手紙の中で「我々は交易に大きな損害を受けた。我々が多くの毛皮を手に入れた場所からインディアンたちが逃亡してしまったからだ」と述べている(p154–155)。
あえて植民地への好影響を挙げれば、それは植民地と強い友好関係にあるワンパノアグ族の力が増したことであった(p154–155)。

### プリマスの成長
| 年月       | 人口     |
| ---------- | -------- |
| 1620年12月 | 99人     |
| 1621年4月  | 50人     |
| 1621年11月 | 85人     |
| 1623年7月  | 180人    |
| 1627年5月  | 156人    |
| 1630年1月  | 約300人  |
| 1643年     | 約2000人 |
| 1691年     | 約7000人 |

プリマスが建設されてから約1年後の1621年11月に、冒険商人組合による2隻目の船フォーチュン号が到着した。この船には37名の新たな入植希望者が乗っており、この中にはライデン時代の仲間たちもいた。例えばウィリアム・ブリュースターの息子ジョナサンやエドワード・ウィンスローの兄弟のジョンであり、また、後の合衆国大統領フランクリン・デラノ・ルーズベルトの先祖にあたるフィリップ・デラノも、その一人であった。しかし、この到着は当初から計画されていたものではなく、さらに船には十分な資源もなかった。このため、彼らの存在は植民地に大きな負荷を掛けることにすながった。また、帰還するメイフラワー号に現地の物資を載せるという約束が果たされなかったことを非難する、冒険商人組合の手紙もあった。このため、イングランドへ戻るフォーチュン号には当時の価値で500ポンド相当の積荷が載せられた。これは植民地が負った借金を返済する諸端としては十分な額であったが、途中でフランスに拿捕されてしまい、植民地の赤字が拡大した(pp123–126, 134)。
1623年7月に、さらに2隻の船、アン号とリトル・ジェームズ号が到着した。
これらの船には96人の新規入植者がおり、この中には後にブラッドフォードと結婚するアリスや、ブリュースター夫妻の娘ペイシェンスとフィアを含むライデンの元住民たちもいた。もっとも、アン号の乗客の中には開拓地での生活に備えていなかったり、植民地にとって望ましくない者たちもおり、そのような者たちが翌年にイングランドへ帰った。ただ、グリーソン・アーチャーによれば、残った者たちも冒険商人組合との契約に従う気はなく、「彼らは組合員と自分たちとの（新しい）共同体に住まうか、少なくともプリマスの入植者たちに課せられた奴隷のような立場がいずれ解放されることを前提にアメリカへ出発したのであった。13人の商人が署名した入植者宛ての書簡にはこのような事実が記載されており、指定された条件で新しい入植者たちを受け入れるように促されていた」。結果、新しい入植者たちには、プリマス・ロックの1マイル南に位置するホブス・ホールという名で知られるイール川沿いの土地が与えられた。。
1623年9月、別の船で失敗したウェイマスの植民地を再度建設する入植者が到着し、一時的にプリマスに滞在した。1624年3月には、更に何人かの入植者と初めての牛が到着した。1627年の牛を分割するリストでは、156名の植民者が13の植民地のそれぞれ12の区画に分かれていたとある。
もう1隻、これもメイフラワー号と名付けられた船がライデンの信徒35名を1629年8月に運んできた。1629年から1630年に着いた船は多くの乗客を運んできた。正確な数字は分からないが、当時の文書では1630年1月までに植民地にはおよそ300名が居た。1643年、軍隊に従軍できる男性が600名いたことは、全人口は2,000名くらいになっていたことを示している。植民地を解散することになる前年の1690年、最も人口の多いプリマス郡の総推計人口は3,055名だった。この時の植民地全体の白人人口はおよそ7,000名だったと推定できる。
比較のために1632年に建設されたマサチューセッツ湾植民地を例にとると、イングランドから北アメリカへの入植者が急増した「大移動」として知られる1630年から1640年の間に同地では2万人以上がやってきたと推定されている。また、1678年のニューイングランド全体のイングランド人の人口は6万人台だったといわれる。したがって、プリマスは最初の植民地ではあったが、その規模は比較的小さいものであった。

### 軍事的な出来事

#### 軍事指導者マイルス・スタンディッシュ
植民地の建設当時から軍事指導者を務めたのがマイルス・スタンディッシュであった。彼は植民地建設が始まって間もない1621年2月に正式に民兵隊の隊長に任命されたが、それ以前のケープコッドでの探検でも、隊を組織し、率いた。また、「最初の遭遇」として知られる最初に先住民と接触した第三次探検隊も彼が率い、その際に入植者たちの中で最初の銃の発砲を行ったことが記録されている。スタンディッシュはライデン大学で軍事工学を学び、植民地の防御陣地を考案したのも彼であった。最初の冬の2月には動ける者で軍を組織し、翌年の冬には入植地を囲む大きな防柵を設計し、構築の指揮をとった。
スタンディッシュは植民地の初期の歴史において、2度のインディアン集落への襲撃も行っている。最初のものは反乱者のコービタントの捜索と処罰であり、これは失敗に終わったが地元のインディアンたちから尊敬を集めることにつながった。2つ目は「スタンディッシュの襲撃」と呼ばれるウェサガセットでの残酷な虐殺だった。これはインディアンたちを恐れさせて逃散させるだけの結果をもたらし、結果として彼らとの交易とそれに伴う収益を失わせた(pp57–58, 71, 84, 90, 115, 128, 155)。

#### ピクォート戦争
現在のコネチカット州において、1637年にイングランド人入植者と同地のピクォート族との間に起こったピクォート戦争は、ニューイングランドで起こった最初の大きな戦争であった。その遠因は1932年にまで遡り、もともとはイングランド人入植者とオランダ人入植者の土地紛争に端を発していた。ハートフォード近郊のコネチカット川流域においてプリマスとマサチューセッツ湾植民地の入植者たちが、オランダの毛皮商人たちと同地の支配権を巡って紛争となった。共に根拠は、同地の先住民であるピクォート族から正当に土地を購入したというものであった。2者の紛争において、ピクォート族以外の同地のインディアン諸族はイングランド側に付いたが、この中にはピクォート族と伝統的に対立していたナガランセット族やモヒガン族が含まれていた。また、戦争の直接の引き金となったのは1636年のジョン・オールダム船長の殺害事件であり、イングランド人入植者たちはピクォート族の同盟者が原因だと考えた。
1637年4月、ジョン・エンデコットがピクォート族の集落を襲撃した。これに対してピクォート族の戦士らがコネチカット植民地のウェザーズフィールドの町を報復攻撃し、30人ほどのイングランド人入植者たちが殺害された。これがさらなる報復を呼び、ジョン・アンダーヒルとジョン・メイソンの両隊長が率いる襲撃隊がミスティックにあったピクォート族の集落を焼き払って、300人余りの先住民を虐殺した。ただ、プリマス植民地は実際の戦闘にはほとんど関与していなかった。
戦後、再び戦争が起こることを危惧して、ニューイングランドの4つの植民地、すなわちマサチューセッツ湾植民地、コネチカット植民地、ニューヘイブン植民地、そしてプリマス植民地はニューイングランド植民地連合（United Colonies of New England）と呼ばれる防衛盟約を締結した。これを主導したのはプリマスの有力者であったエドワード・ウィンスローであった。これはかつてオランダのライデンに居た時の経験が元になっていた。後にジョン・アダムズは、この防衛盟約が13植民地を団結させた連合規約の前身だと評していた(p180–181)。

#### フィリップ王戦争
1675年にフィリップ王戦争と呼ばれることになる大規模なインディアン戦争が勃発した。
当時、ワンパノアグ族の酋長はマサソイトの次男であるメタコメットであった。彼は入植者たちからフィリップと呼ばれており、1662年に突然死した兄ワムスッタの後を継いで酋長となっていた(p205)。
もともと植民者と友好関係を築いてきたワンパノアグ族であったが、この頃になると土地を次々と買われていく状況に不満を持つインディアン指導者も増えており、メタコメットもその一人であった。彼は売買手続きを遅延させたり、あるいは逆に買い戻す方法も模索していた:207–208。
特に懸念材料となっていたのが、ワンパノアグ族の本拠マウントホープからわずか数マイルの場所に、新たにスウォンジーの町が建設されたことであった。プリマス議会は町の入植者たちのために軍事力を使ってワンパノアグ族へ土地売却を強制しようとした。
戦争の直接の原因となったのは、キリスト教に改宗した、いわゆる「祈るインディアン」の一人であったジョン・ササモンの死であった。もともとササモンは、メタコメットの助言役かつ友人でもあった人物であったが、改宗を機に険悪な関係となっていた。
白人たちはメタコメットの腹心らをササモン殺害の容疑者と見ていた。彼らは12人の白人と6人の祈るインディアンが陪審員を務める法廷を開くと、その者たちを有罪判決とし、死刑判決を下した(pp221–223)。
今日において、実際にメタコメットの部下がササモンを殺害したかについては議論がある。
メタコメットは既にマウントホープで戦争の準備を進めており、イングランドの農場を襲撃して略奪を行った。これに対して当時の知事ジョサイア・ウィンスローは民兵を召集し、メタコメットの陣地に向かって行軍した(pp229–237)。
対するメタコットは身代金を得るために非武装の女子供を捕らえる目的で襲撃し、メアリー・ローランドソンという女性を捕まえた(pp288–289)。
この戦争は翌1676年まで続いた。植民地人たちは、インディアン側が会戦を避けてゲリラ戦に徹したことに苛立った。民兵隊のベンジャミン・チャーチ隊長は友好的なインディアン部族の手を借りて、彼らの戦術を学ぶことを絶えず提案し続けたが、先住民を潜在的な敵だとみなしていたプリマスの指導者たちからは常に拒否された。
しかし、最終的にはウィンスロー知事と軍司令官のウィリアム・ブラッドフォード（初期指導者のブラッドフォードの息子）は考えを改め、チャーチにインディアンの戦士との連合部隊を組織することを許可した。サコネット族との同盟を結んだ後、チャーチが連合部隊を率いてメタコットを追跡した。
1676年に7月にチャーチの部隊は、大きな戦闘もなく、数百人の敵インディアンの戦士を捕虜にすることに成功した。しかし、肝心のメタコットには逃げられた。そこでチャーチは捕虜に対して植民地軍に加わるのであれば恩赦を出すことを約束し、これによって彼の部隊はさらに膨れ上がった(p311–323)。
最終的にメタコメットはポカセット族の者に殺害され、戦争は植民地側の圧倒的な勝利で終わった(pp331–337)。
この戦争においては植民地の成人男性の8％が亡くなったと推定されている。これは当時の、あるいは現在の基準でも相当な割合である。しかし、インディアンが被った被害に比べれば微々たるものであった。彼らの多くは殺害、あるいは域外への逃亡、または奴隷として船で外地へと送られ、ニューイングランドにおける先住民の人口は実に6割から8割減ったとされている(pp332, 345–346)。

### プリマスの終焉
1660年の王政復古以降、イングランドは中央集権化を進め、その一環として北アメリカの植民地群を一元に統括し、王室直轄地化する構想が練られていた。これは最終的にジェームズ2世によって、1686年にニューイングランド王領の設置によって結実する。これはペンシルベニア植民地を除く、ニューイングランド植民地群と中部植民地群を、単一の地方政府の元に統合・再編するというもので、プリマスのほか、ロードアイランド、マサチューセッツ湾、コネチカット、ニューハンプシャーが統合され、さらに1688年にはニューヨークおよび、ウェスト・ジャージーとイースト・ジャージーが追加された。
これはマサチューセッツのように自治の特許を与えていた植民地であってもそれを一方的に破棄するという強権を以て行われたものであり、王領の総督に任命されたエドマンド・アンドロスは植民地人から大きな反感を買った。しかし、王領の期間は短く、1689年4月に名誉革命でジェームズ2世が廃位されたことが植民地に伝わるとボストン暴動が発生してアンドロスや親国王派の高官たちは拘束され、現地政府は崩壊した。
この騒動によってプリマスは再び自治権を回復した(p17)。
しかし、この自治は長く続かなかった。マサチューセッツ湾植民地の指導者であったインクリーズ・マザー率いるニューイングランドの使節団は、イングランド本国に向かい、自治権を認めた特許状の回復を新国王のウィリアム3世に嘆願した。ここで問題になったのはプリマス植民地はもともと王室の特許を得ていないことであった。自治の特許を得たいプリマスの希望は却下され、代わりに新たに設立するマサチューセッツ湾直轄植民地に帰属下させるという勅令が下った。プリマス植民地の終了を命じる公式の宣言日は1691年10月17日であり、マサチューセッツ特許状を携えた初代総督ウィリアム・フィップスが現地に着任した1692年5月14日に有効なものとなった。プリマス議会の最後の公式招集日は1692年6月8日だった(pp17–18)(pp64–65)。

## 社会生活

### 宗教
植民地での宗教に最も重要な人物はジョン・ロビンソンであり、元々スクルービーでの牧師で、ライデン時代の分離派指導者だった。ロビンソンはニューイングランドの地を踏むことはなかったが、彼の神学的声明の多くがプリマスの教会でその本質と性格を形作った。例えば、ロビンソンは、女性と男性は自然法に従って異なる社会的役割があり、どちらも神の前では劣るものではないと述べた。女性と男性は違いがあるが、教会、家庭、および社会では全体として補完的な役割があると教えた。しかし、ロビンソンはしばしば女性の役割に劣った性格を割り当てた。女性達のことを「弱い容れ物」(weaker vessel)と呼んだ。宗教的な理解に関しては、女性を教育し「導きその前に立つ」のが男の役割であると宣言した。また女性はその夫に「従う」べきものとした。ロビンソンはまた、子供を育てる適当な方法について、体罰を強く強調して厳格に育てることを説いた。子供の自立に向けた自然の傾向は原罪の顕現であり、抑えられるべきものと信じた。
ピルグリム自身は、イギリス国教会の世俗的な拘束を取り去ることを求めたピューリタンと呼ばれるイギリスの宗教運動の一部だった。この運動は教会をより原始の状態に戻して、初期の教父によってなされたようなキリスト教信仰を実行することを求めた。ピューリタンは、聖書が信仰的教えの唯一の根拠であり、キリスト教に付け加えられた物、特に教会の伝統に関して付け加えられた物は、キリスト教の信仰には無いものと信じた。ピルグリムはイギリス国教会の中で改革を目論むピューリタンとは異なり、イギリス国教会から「分離」することを求めることで、ピューリタンとは一線を画していた。ピルグリムをネーデルラントに、さらにニューイングランドに誘ったのは、イギリス国教会の外から信仰に携わりたいという願いそのものだった。
プリマス植民地の各町は一つの教会の教区と考えられた。後年幾つかの大きな町は2ないし3個の教区に分けられた。教会の礼拝に出席することは植民地の全ての住人に義務付けられ、教会員であることは個人的な改宗を通じて神の恩寵を受けた者に限られた。プリマス植民地では、単なる信仰の告白が受け入れられる者に要求される全てだったと推測される。これは他のピューリタン教区よりも自由な原則だった。例えば、マサチューセッツ湾植民地では、正式な教会員になろうという者には厳密で詳細な尋問が課されるのが普通だった。教会には中央組織が無かった。個別の教区ではそれぞれの教会員の標準を決め、独自の牧師を雇い、それぞれの務めを果たした。
教会は疑いもなく植民地の最も重要な社会的施設だった。聖書は社会の第一の宗教的書物であるだけでなく、主要な法律書でもあった。教会に行くことだけで絶対ではなく、教会員であることが社会的に必要だった。教育は純粋に宗教目的のために行われた。植民地の法律は、「少なくとも聖書が十分に読めるようになり」、「キリスト教の主要な原理原則」を理解できるように、親が子供に教育を受けさせることを特に求めた。一家の男性の長者は、家族、子供、および従僕まで全員の宗教的幸福に責任あることが期待された。
ほとんどの教会はその教会員に対して2つの制裁、すなわち酷評と破門を使った。酷評は、宗教的および社会の規範に従わなかった行いを正式に叱責することであり、破門は、教会員の身分を完全に取り上げることだった。密通から公的な場での泥酔まで社会的悪と認識されたものの多くは、公共の罰を通してよりも教会の懲罰を通して取り扱われた。教会の制裁は教会員の外では公式の認識を得なかったので、民事や刑事の告訴という結果にはならなかった。それにも拘わらず、このような制裁は社会を制御する強力な道具だった。
ピルグリムは幼児の洗礼を行った。公的な洗礼儀式は通常生まれてから6ヶ月以内に執り行われた。
結婚は宗教儀礼と言うよりも公共的なことと考えられた。そのような手配はライデン時代に広まった習慣であり、ネーデルラントでは普通のことだった。しかし、ピルグリムはこの手配を聖書に適うものと考えた。聖書には牧師が結婚式を差配するとは書いてないとしてもである。
宗教的な指導者によって取り入れられたピューリタンの神学以外に、プリマス植民地の人々は超自然に対して強い信仰があった。プリマスの住人にその作品が良く知られたピューリタンの神学者、リチャード・グリーナムは問題を解決するために魔法に頼ることに対し激しく批判した。ピルグリムは自分達に降りかかるほぼ全ての厄災に悪魔の仕事を見ていた。黒魔術は現実的で顕在するものだった。人々に不幸をもたらす邪悪な魂の存在を信じた。例えば、1660年、ジェレミア・バローズの溺死についての審問は、所有していたカヌーに責があるという結論を出した。
17世紀のマサチューセッツ湾植民地で魔女裁判が起こったが、プリマスで同様なことが起こったという証拠は無い。魔法は1636年のプリマス裁判所による法典には重大な犯罪とされているが、プリマス植民地で魔法使いとして実際に判決が下った例は無かった。法廷記録には魔法使いの正式な告訴が2件あったことを示している。最初は1661年のグッドワイフ・ホームズで審問にもならなかった。2番目は1677年のメアリー・イングラムで、審問に付され無罪放免となった。

### 結婚と家庭生活
エドワード・ウィンスローとスザンナ・ホワイトは、1620年から1621年の厳しい冬の間にお互いの伴侶を亡くしており、プリマスで初めて結婚するカップルとなった。ブラッドフォード知事が結婚式を執り行った。
結婚は植民地の成人住民にとって正常な状態と考えられた。多くの男は20代半ばに、女は20歳頃に最初の結婚を行った。再婚は特別なことでは無く、寡婦および男やもめは再婚するように社会的また経済的圧力を受けた。平均して、寡婦および男やもめは半年から1年以内に再婚した。結婚適齢期に到達した成人の多くが60代まで生きたので、人生の3分の2は結婚した状態で過ごした。
結婚という制約の中で、女と男は法的にも社会的立場からも平等とは考えられなかった。しかし、17世紀ヨーロッパの標準と比較すると、プリマス植民地の女性はより広い法的、社会的権利を持っていたことは注目すべきである。教会の考え方から、女は神の前では男と対等だった。家族全体でともに礼拝を行い、神の恩寵は全ての信仰告白したキリスト教徒に平等に与えられるものだった。しかし、ピューリタンの家庭での女性は子供を育てたり家事を取り仕切る伝統的な女性の役割を期待された。
女性に権利がほとんど無かったヨーロッパとは異なり、プリマスの女性は広い財産と法的な権利を享受できた。プリマスの寡婦はその夫の遺言から法的に排除されるのではなく、遺産の3分の1の相続は保証された。プリマスの女性は契約の相手とされ、その顕著な例が婚前契約書だった。嫁となる者は（その父親ではないところに注意）、結婚によって資産の結合に関する契約に入ることが普通だった。幾つかの場合、特に再婚の場合、女性は夫とは別に資産を管理できる排他的な権利を与えられた。女性は偶にプリマスの陪審員になることでも知られた。17世紀の法習慣では注目すべきことである。歴史家のジェイムズ・スコットとパトリシア・スコットは、アン・バットソンの子供の死に関する1678年の審問で、陪審員は5名の女性と7名の男性だったことを例に挙げている。
植民地の一家族当たり人数は今日のアメリカの標準から考えると多い。出産は間を空けたので子供の年は平均的に2歳離れていた。ほとんどの家庭は同じ屋根の下に5, 6人の子供がいたので、母親が出産を終えてしまう前に成長した子供を外に出すことも希なことではなかった。出産で死ぬ母親や子供の死亡率も高かった。出産30回に1人の母親が死に、平均して5人に1人の母親が出産の時に死んだ。新生児の死亡率も高く、1歳未満で死ぬ確率は12%だった。1995年の新生児死亡率が0.76%であることと比較すれば、その高さが分かる。
植民地の家族構成は「核家族」が普通であり、近い親戚は近くに住んだ。成人になった者は家を出て自身の世帯を造ることが期待された。両親と生まれた子供が同じ家に住むことに加えて、多くの家庭は他の家庭から子供を預かることもあり、また年季奉公の従僕を抱える家庭もあった。より裕福な家庭は奴隷を所有した。

### 幼年時代、思春期、および教育
子供達はだいたい8歳くらいまで、母親の直接庇護のもとに置かれ、その後に他の家族の里子に出されることが希ではなかった。このようなやり方で子供を外に出すことには多くの理由があった。里子に出されてから商売のやり方を学んだり、読み書きを教えられる子供がいた。植民地で決定されるほとんどすべての事項と同様に、子供を里子に出すことには宗教的な理由があったと思われる。子供の実の親は子供に対する愛情が深く、適度に鍛えることが出来ないと考えられた節がある。他の家庭環境に子供を置くことで、子供が甘やかされてダメにされる危険性が減った。
思春期はプリマス植民地で認識される人生の一段階ではなかった。また青年から成人になったことを祝う習慣も無かった。重要な転換期は様々な年齢で起こったが、どれも「成年に達すること」としての行事は無かった。子供達は8歳になると、家業の手伝いをしたり、あるいは里親の元で仕事の仕方を学んで、大人達の人生の役割を学び始めることが期待された。ほとんどの子供達は8歳頃に宗教的目覚めを経験し、教会員となった。
孤児となった子供達は14歳でその保護者を選ぶ権利があった。16歳で男は軍隊に入る適格者となり、犯罪に対する裁判のような法的に責任有る大人とも考えられた。21歳という年齢は男が独り立ちする最低線とされたが、実際には20代半ばになることが多かった。21歳は相続を開始できる年齢とも見なされたが、法律では故人の権利を尊重しその遺志でもっと早い年齢でも可能にしていた。
プリマス植民地では実際の学校は希だった。最初の実際の学校が作られたのは植民地設立後40年が経っていた。植民地議会が正式の公的学校を作ることを承認したのは1673年であり、当時の予算で作られたのはプリマスの町だけだった。1683年までに他に5つの町でこの予算が付いた。
若者の教育は、学校が通常のことになった後でさえも、学校の主要な領分と考えられることは無かった。教育の大半は両親と里親の役割だった。プリマスでは年季奉公が通常のことではなかったが、里親が自分達のやっていることを全て子供達に教えることが期待された。教会も子供の教育で中心的な役割を果たした。子供達に文字を教える主要な目的は聖書を自分で読めるようにすることだった。

## 政府と法律

### 組織
| 年        | 知事                         |
| --------- | ---------------------------- |
| 1620      | ジョン・カーバー             |
| 1621-1632 | ウィリアム・ブラッドフォード |
| 1633      | エドワード・ウィンスロー     |
| 1634      | トマス・プレンス             |
| 1635      | ウィリアム・ブラッドフォード |
| 1636      | エドワード・ウィンスロー     |
| 1637      | ウィリアム・ブラッドフォード |
| 1638      | トマス・プレンス             |
| 1639-1643 | ウィリアム・ブラッドフォード |
| 1644      | エドワード・ウィンスロー     |
| 1645-1656 | ウィリアム・ブラッドフォード |
| 1657-1672 | トマス・プレンス             |
| 1673-1679 | ジョサイア・ウィンスロー     |
| 1680-1692 | トマス・ヒンクリー           |

プリマス植民地はイギリス政府から独自の政府を作ることを認める勅許を得ていなかった。しかし、統治の手段が必要だった。1620年11月21日にプロビデンス港に到着したメイフラワー号に乗っていた41名の働ける男達によって署名されたメイフラワー盟約書は、植民地で最初の統治法を決める文書だった。正式の法律は1636年に法典化された。植民地の法律はイギリスの慣習法と聖書の中に書かれている宗教的な定めとの融合だった。
この植民地ではほとんど全ての成人男性に市民権を与えた。"Full citizens"とか"freemen"（自由人）という言葉は、選挙権や被選挙権のような地域における全ての権利と特権を持つことを意味した。 自由人になるためには、既に自由人であるものの後援を取り、議会に認められる必要があった。後に自由人を申請し認められるまでには1年間待つという規定ができ、また特にクエーカー教徒が自由人になることを防ぐために宗教的な制約も設けられた。自由人であることは年齢的な制限もあった。公式な最低年齢は21歳だったが、実際には25歳から40歳の間に引き上げられ、平均的には30代の前半だった。
植民地で最も権威有る者は知事であり、当初は自由人による選挙で選ばれたが、後に議会の毎年の選挙で指名されるようになった。議会は知事を補佐するための内閣を構成する「助手」を7人選出した。知事と助手は、町の主要な管理者となる「警察署長」と、植民地の主要な公僕である「メッセンジャー」を指名した。これらの者は布告を出版し、土地の測量を行い、刑を執行し、その他の責務を果たす責任があった。
議会は植民地の立法府であり司法府でもあった。自由人の数に応じて選出され、通常は植民地の首都であるプリマスで開催された。司法については定期的に「グランド・エンクエスト」が開催された。これは大陪審のようなものであり、自由人の中から選出された者が信頼できる告発に対して苦情を聞き宣誓して告訴を行った。議会と、後には町や郡の裁判所が刑事や民事の裁判を取り仕切ったが、最終宣告は自由人の陪審員団によってなされた。

### 法律
議会は立法府として必要とされる法律の布告を行うことができた。植民地の初期は、これらの法律が正式には何処にも蓄積されなかった。1636年、これらの法律が初めて体系化され「1636年法律書」として出版された。この法律書は1658年、1672年および1685年にも出版された。これらの法律の中には、税金の取り立てや土地の分配に関するものが含まれていた。議会は入植地による地方政府を作る手段として郡区を設立したが、それらの町の中での土地分配を具体的に支配する権利を持っていた。新しい土地が自由人に認められた場合、その認められた個人のみが入植を認められるものとされた。議会の許可無しに個々の入植者がインディアンから土地を購入することは禁じられた。政府はワンパノアグ族との間の壊れやすい平和を認識しており、インディアンの土地を全て買い占めて彼らを悩ませるようなことは避けようとした。
法律は犯罪とそれに対する刑罰も定めた。死刑に相当する幾つかの犯罪があった。裏切り、殺人、魔術の行使、放火、同性愛、強姦、獣姦、姦通ならびに実の親を冒涜したり殴ったりすることだった。実際に死刑を執行することは極めて希だった。唯一、性に関連する1642年のトマス・グランジャーによる獣姦事件は死刑が執行された。1679年にエドワード・バンパスという男が「両親を殴り虐待した」廉で死刑を宣告されたが、精神異常という理由で重い鞭打ち刑に変えられた。おそらく最も知られた死刑の適用はジョン・ササモン殺人の廉で告訴されたインディアンの例であろう。このことが「フィリップ王戦争」の原因となった。名目上死刑に値する犯罪でも、姦通は通常公的に辱められることで扱われた。姦通を犯した者は、ナサニエル・ホーソーンの小説「緋文字」の中のヘスター・プリンのやり方で、衣類に"A.D."の文字を縫い込んだものを着ることを強制された。
年季奉公について規定した法律もあった。これはある人が報酬無しである期間働くことで負債を支払ったり、訓練を積んで貰うことを規定する法律だった。法律によれば、年季奉公を行う者は知事または助手による登録を必要とし、奉公期間は6ヶ月以上とされた。さらに法律は、雇い主が奉公する者に必要とされる期間を短縮してはならないこと、イギリスで奉公期間が始まった者はプリマスでその期間を満了させなければならないと規定していた。

### 公的な標章
現在プリマスの市章として使われているものは、1629年にプリマス植民地の標章としてデザインされたものである。これはセントジョージの十字架を付けた楯の中に4人の姿を表したものであり、明らかにインディアンの服装で、ジャン・カルヴァンの燃える心臓を捧げている。この標章は1931年までプリマス郡でも使われた。

## 地理

### 境界
この地域には明快な土地特許が無かったので、入植者達は政府を作る勅許無しで定着し、その結果、何処までが植民地の統治が及ぶものか特に初期ははっきりしなかった。1644年、「古植民地線」が、1639年の測量に基づいて、マサチューセッツ湾植民地とプリマス植民地の間の境界として公式に認められた。

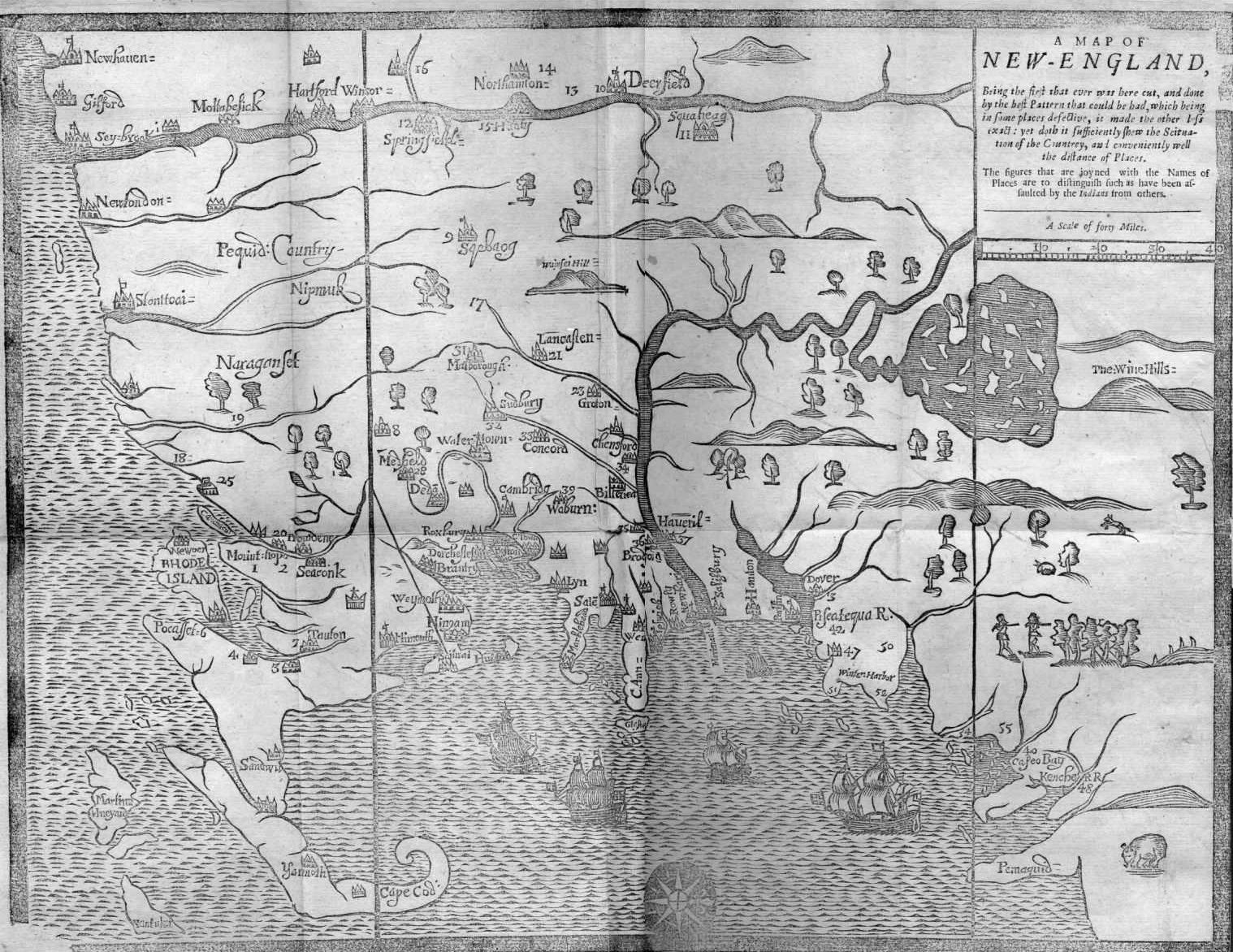
1677年のニューイングランド地図。西が上になっている。

ロードアイランド植民地との境界は事情がもっと複雑だった。1636年にロジャー・ウィリアムズが現在のポータケットの近く、レホボース地域に入植した。ウィリアムズはプリマスがその地域の領有主張を維持しているために強制退去させられた。そこでポータケット川の西岸に移動してロードアイランド植民地の核となるプロビデンスの入植地を創った。ここは1644年に正式に「プロビデンス・プランテーション特許」を得て成立した。ロードアイランドとプリマスの双方から様々な入植者がこの地域に入植を始め、プリマス植民地の西の境界はさらに不明瞭なものになった。この問題がすべて解決したのは1740年代のことであり、プリマス植民地は既になくなっていた。ロードアイランドはマサチューセッツ湾植民地との間に論争があった地域について1693年に特許を得ていた。1746年、王室の布告でナラガンセット湾の東側の海岸をロードアイランド植民地に付属するものとし、ニューポート郡の本土側の部分と現在のブリストル郡の全部を含めた。その境界はその後も論争を続け、マサチューセッツ湾植民地がマサチューセッツ州となって遙か後の1898年になってやっとロードアイランド州との決着がつき、批准された。

### 郡と町

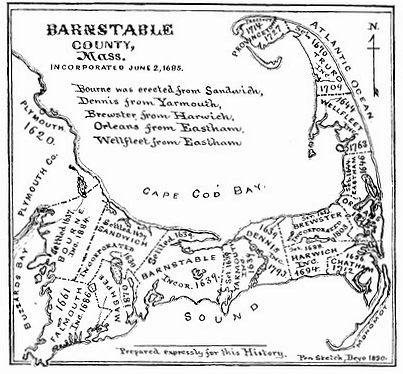
バーンスタブル郡の地図、1890年

プリマス植民地の歴史の大半を通じて、「町」が一つの主要な管理単位であり、植民地を政治的に区分するものだった。プリマス植民地が初めて正式に郡に分かれたのはニューイングランドの自治領形成に動いていた時期の1685年6月2日だった。この時、3つの郡が創設され次のような町で構成された。
ケープコッドのバーンスタブル郡
- バーンスタブル、郡庁所在地、1639年設立、1650年町制施行。
- イーサム、「最初の遭遇」の場所、1644年設立、1646年ノーセット町制施行、1651年改称。
- ファルマス、1616年設立、1686年サクーンセット町制施行。
- サンドイッチ、1637年設立、1639年町制施行。
- ヤーマス、1639年町制施行。

ブリストル郡、バザーズ湾およびナラガンセット湾の海岸沿い。一部は後にロードアイランドに割譲された。
- トーントン、郡庁所在地、1639年町制施行。
- ブリストル、1680年町制施行。マサソイトとメタコメットのそれぞれ首都だったソワムとモンタープ（マウントホープ）を含む。1746年にロードアイランドに割譲。
- ダートマス、1664年町制施行。「フィリップ王戦争」の時にインディアンとの重大な殺し合いがあった。またメタコメットたち160名が降伏した場所でもあり、降伏者は後に奴隷に売られた。
- フリータウン、1683年町制施行。最初の入植者によって「自由人の土地」と呼ばれた。この「自由人」とはイギリス白人に限定したものである
- リトルコンプトン、サコネットとして1682年町制施行。1746年にロードアイランドに割譲。現在はニューポート郡。
- レホボース、1644年設立、1645年町制施行。ロジャー・ウィリアムスが入植した現在のロードアイランド州ポータケットの近くだが、最初のレホボースとは別の地。[
- ロチェスター、1638年設立、1686年町制施行。
- スワンシー、1687年ワンナモイセットの町として設立、1668年スワンシーとして町制施行。フィリップ王戦争の最初の被害者が出た。

プリマス郡、ケープコッド湾の西部海岸に位置する。
- プリマス、郡庁所在地、および植民地首都、1620年設立、1691年の植民地終息まで最大かつ重要な入植地だった。
- ブリッジウォーター、マイルス・スタンディッシュがマサソイトより購入、最初の名前はダックスベリー・ニュー・プランテーション、1656年ブリッジウォーターとして町制施行。
- ダックスベリー、マイルス・スタンディッシュが設立、1637年町制施行。著名な住人として、ジョン・アルデン、ウィリアム・ブリュースターおよびトマス・プレンス知事がいた。
- マーシュフィールド、1640年町制施行。フィリップ王戦争の時の植民地知事ジョサイア・ウィンスローの故郷。[
- ミドルバラ、1669年ミドルベリーとして町制施行。ワンパノアグ族の首都マウントホープとプリマスとの中間点に位置することから名前が付いた。
- シチュエート、1628年設立、1636年町制施行。1676年メタコメットの軍勢に攻撃された主要地点。

## 人口動態

### イギリス人
プリマス植民地のイギリス人は大まかに3つの範疇に分けられる。ピルグリム、異邦人、および特殊人である。ピルグリムは後に北方にマサチューセッツ植民地を建設したピューリタンのように、ジャン・カルヴァンの教えに忠実に従うプロテスタントの仲間だった。しかし、内部からイングランド国教会を改革しようと望んだピューリタンとは異なり、ピルグリムは国教会をほとんど過去のものとなったも同然の組織と見ており、その中から脱出しようとした。ピルグリムという名前は、実際に分離主義者自身によって使われたのではなかった。ウィリアム・ブラッドフォードはこの集団を呼ぶときに「ピルグリム」（巡礼者）という言葉を使ったが、彼はこの言葉を宗教的な使命をもって旅する人々の集団を定義するために総称的に用いた。我々が現在ピルグリムと呼ぶ人々によって使われた言葉は「聖人達」("Saints")だった。彼らはこの言葉を、カルヴァン主義の予定説信仰に同意し、神に選ばれし者の中の特別な位置を示すために使った。
ピルグリムすなわち「聖人達」以外にメイフラワー号に乗っていた残りの物は「異邦人」として知られていた。この集団は、マーチャント・アドベンチャラーズによってメイフラワー号に乗せられた非ピルグリム入植者を含んでいた。また、植民地の歴史を通じて他の理由でやってきた後続の入植者や、ピルグリムの宗教的理想に必ずしも執着しない人もいた。3番目の集団は、「特殊人」として知られ、後続の入植者の集団で、自らアメリカ行きの「特殊な」手段に費用を支出しており、植民地の負債を払う必要のなかった者達だった。
異邦人と特殊人の存在はピルグリムにとってはかなりの悩みの種だった。1623年には、2つの集団の間にクリスマスの祝い方について紛争が発生した。ピルグリムにとってクリスマスは特別な意味を持たなかった。更に異邦人の集団が近くにウェサガセットの入植地を造ったとき、ピルグリムは感情的にも資源の面でも、異邦人の規律の足りなさに強く神経を逆撫でされた。結果的にウェサガセットの入植地は失敗し、ピルグリムはこれを罪深い民に対する神の摂理と見なした。
プリマスの住人は初期の移住者と後から来た者とを識別する言葉を使った。入植者の第一世代は1627年以前に到着した者と一般に考えられ、自分達で「古い来訪者」("Old Comers")あるいは「種をまく人」("Planters")と呼んだ。後の世代は第一世代のことを「先祖」("Forefathers".)と呼んだ。

#### 家族数
1970年、歴史家のジョン・デモスがピルグリムに関するかなり包括的な人口動態調査を行い「小さな共和国」を発表した。この報告書では、植民地の平均的家族の子供の人数は第1世代で7.8人だったのに対し、第2世代で8.6人、第3世代で9.3人と増加した。幼児の死亡率もこの間に減少し、第1世代で生まれた子供が21歳に達するのは7.2人だったのに対し、第3世代では7.9人となった。平均寿命は男の方が女より高かった。21歳まで成長した男は平均寿命が69.2歳だった。この中で55％以上が70歳以上まで存命し、15％足らずが50歳前に亡くなった。女性の場合、子育てに固有の難しさのために、これらの数字がかなり低かった。21歳まで成長した女の平均寿命は62.4歳だった。この中で45％足らずが70歳以上まで存命し、約30％が50歳前に亡くなった。
フィリップ王戦争のとき、プリマス植民地だけが成人男性人口の8％を失った。この戦争が終わるまでに、ニューイングランドにあった約100の町の3分の1が焼け出され放棄された。このことはニューイングランドにおけるイギリス人人口にかなりの影響を与えた。[67]

### インディアン
ニューイングランドのインディアンは部族間の同盟が緩い状態にあり、「国家（Nations）」と呼ばれたのは現在と同じである。これら同盟の中に、ニップマック族、マサチューセッツ族、ナラガンセット族、ニアンティック族、モヘガン族およびワンパノアグ族がいた。幾つかの重大な出来事により、インディアンの人口は激減した。最初の出来事はウェサガセットでの「スタンディッシュの襲撃」であり、これがインディアン達を恐怖させ、多くはその集落を捨てて飢餓と疫病で多くの者の死という結果になった。次の出来事はピクォート戦争であり、その結果はピクォート族の壊滅と地域の力関係の変化ということになった。3番目はフィリップ王戦争であり、ニューイングランド南部のインディアン総人口の80％が死亡または逃亡という形になり、地域の人口構成に劇的な変化を及ぼした。多くのインディアンがカリブ海や他の地域にプランテーション用の奴隷として売り飛ばされた。

### 黒人奴隷
プリマス植民地の富裕な家庭ではアフリカ西海岸から輸入した黒人奴隷を所有しており、白人の年季奉公とは異なり、「個人の所有物」として、他の財産と同様に相続された。奴隷の所有はそれほど広く行われていたわけではなく、所有するために必要な富がまだ蓄積されていなかった。1674年、マーシュフィールドのトマス・ウィレット船長の財産目録には、200ポンドの価値で「8人の黒人」と記されている。当時の他の財産目録でも奴隷の資産価値は1人当たり24-25ポンドであり、多くの家庭の財政能力を超えていた。1689年のブリストルの町の統計では、そこに住む70家族の中で1家族のみが奴隷を所有していた。植民地の中に奴隷の数が少なかったので、議会は黒人奴隷に関する法律を通すことも無かった。

## 経済
植民地ができて最初の2年半は資産共有の体制を採っていた。個人資産も労働階級も無かった。町のために栽培された食料は平等に分配された。ウィリアム・ブラッドフォードは次の様に記した。
1623年までに飢餓に直面したプリマス植民地指導者達は別の行き方を選んだ。各人に私有地を割り当てることで生産性が増したことは明らかである。再度ウィリアム・ブラッドフォードは次の様に記している。
プリマス植民地は共有財産制と自由市場制とを比較した時に、生産性に効果をもたらした好例として引き合いに出されてきた。法律を変えることで労働者それぞれが栽培する食料を保有することを認め、生産性が格段に上昇し、植民地を飢餓から救った。.
プリマス植民地の富の大きな源泉は毛皮貿易だった。マイルス・スタンディッシュがウェサガセットでインディアンを騙し討ちした襲撃で、白人はインディアンの信用を失った。この虐殺が引き起こした交易の混乱は、植民地の者に多年大きな苦境を強いることになった。このことはウィリアム・ブラッドフォードが、植民初期の経済的な困難さを生んだ要因として直接引き合いに出している。植民地の者はその替わりに漁業で収入を得ようとした。ケープコッド湾の海は優れた漁場として知られていた。しかし、植民者は海上での技に欠けており、それほど経済的困難さを救う効果が無かった。プリマス植民地は地域全体との交易を行い、はるか遠いメインのペノブスコットまで交易基地を造った。ニューアムステルダムのオランダ人ともしばしば交易を行った。
経済状態は植民地に牛が到着したことで改善された。何時最初の牛が到着したかは不明であるが、1627年に牛の放牧地を分けたことは植民地における土地の私的所有の方向に動いたことを示している。牛は植民地の重要な富の源泉となった。1638年に牛は平均して28ポンドで売れた。しかし、大移住の間の移民の増大は牛の価格を下げた。1638年に28ポンドで売れた牛が1640年にはわずか5ポンドだった 牛以外に、豚、羊、および山羊も育てられた。
農業もプリマス植民地経済の重要な位置付けになった。植民地の人々はインディアンから農耕法を教わり、作物を選んだ。トウモロコシ、スカッシュ、カボチャ、豆類およびジャガイモを育てた。ピルグリムはインディアンから輪作を行うことや死んだ魚を肥料にすることを学び、農業生産性を改善した。インディアンの作物以外にも、植民地の人々は旧世界の作物を持ち込んだ。カブ、ニンジン、エンドウ豆、小麦、オオムギおよびオートムギだった。ウィスキーはインディアンを酔わせ、土地権利書に署名させるために大いに活用された。「夢による啓示」を重要視するインディアンたちはウィスキーに耽溺し、身を滅ぼしていくものも多かった。
全体的にプリマス植民地にはほとんど現金が無かったので、富は所有物という形で蓄積された。毛皮や家畜のような交易品は価格変動があるものであり、富の蓄積のためには頼り難いものだった。衣類や装身具のような商品は住民にとって経済的安定性の重要な資源だった。これは「すべてのものを共有する」というインディアンの文化と正反対の思想だった。インディアンたちは売るつもりもなくその土地を白人たちに奪われていった。

## 遺産
プリマス植民地は72年間という比較的短い期間存続したが、設立とそれに続く期間におこった出来事はアメリカ合衆国の芸術、伝統および神話の中で生き続けている。

### 芸術、文学および映画

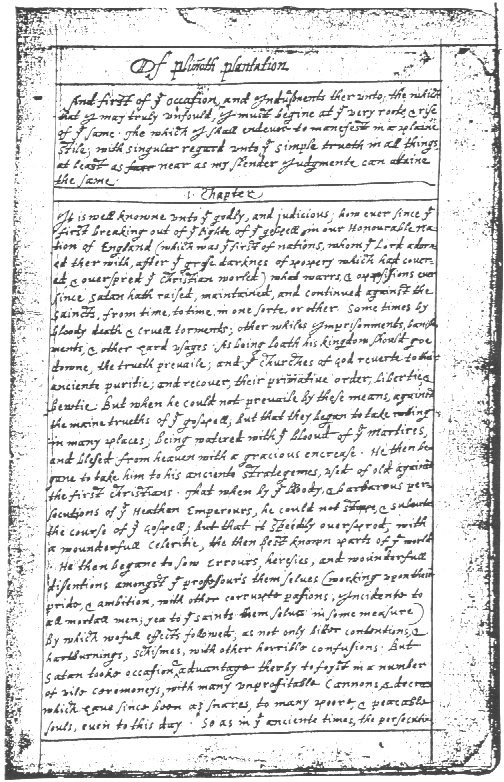
ウィリアム・ブラッドフォードによる「プリマス・プランテーションについて」

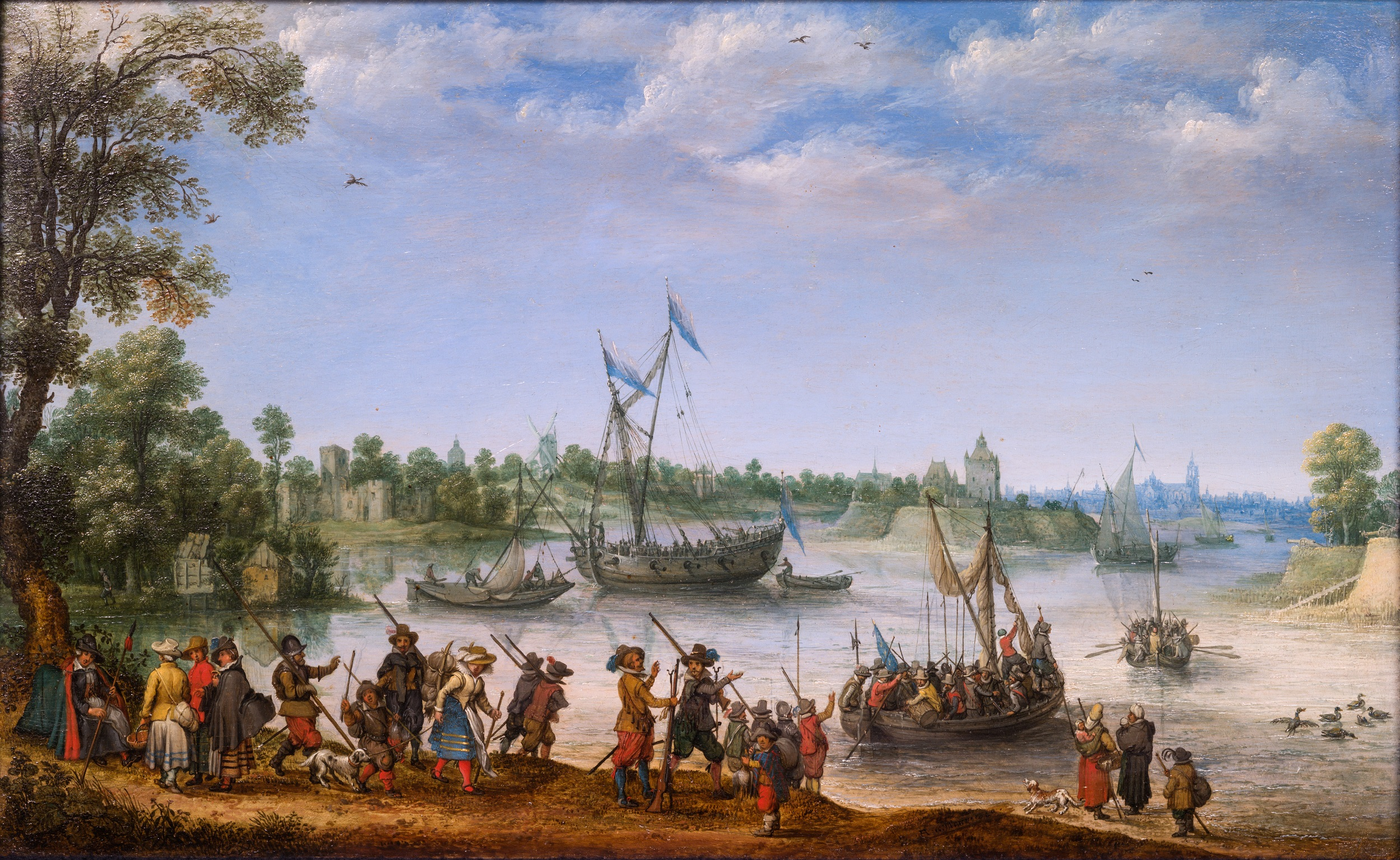
アダム・ウィラールツ作「デルフスハーフェン港から新大陸へのピルグリムの出発」(1620)、ボストン美術館蔵

ピルグリムの最も早い芸術の表現は、そのアメリカ到着前に既になされた。オランダの画家アダム・ウィラールツが1620年にデルフスハーフェンからのピルグリムの旅立ちの様子を描いていた。同じ光景が1844年、ロバート・ウォルター・ウェイアによって再度描かれ、作品はアメリカ合衆国議会議事堂の大広間に掛けられている。プリマス上陸や「最初の感謝祭」など、プリマス植民地の様々な光景を記録するための多くの絵画が制作された。その多くは植民地の歴史を保存するために1824年に造られた博物館と歴史協会であるピルグリム・ホールに集められている。
プリマス植民地の生活に関する当時の証言は、極めて重要な歴史文書と文学作品の古典になってきた。ウィリアム・ブラッドフォードによる「プリマス・プランテーションについて」、およびブラッドフォード、エドワード・ウィンスローその他による「モートの関係」は、どちらもメイフラワー号の乗客によって書かれた証言であり、大西洋を越える航海や植民初期のことに関する多くの情報を与えてくれている。ベンジャミン・チャーチは「フィリップの戦争に関する興味有る過程」を含み、フィリップ王戦争の幾つかの証言を書き残したが、これは18世紀を通じて人気有るものだった。この作品の1つの版が1772年にポール・リビアによって挿絵を施された。他にも、「神の主権と善意」はフィリップ王戦争の時にインディアンに捕まってその社会でしばらく生活したイギリス人女性、メアリー・ローランドソンの視点から証言を集めたものである。後世のヘンリー・ワズワース・ロングフェローによる「マイルス・スタンディッシュの交際」はプリマス植民地の生活をロマン的にまた一部フィクションを交えて描いたものである。
ピルグリムに関する映画も多い。「マイルス・スタンディッシュの交際」は何回か映画化された。スペンサー・トレイシーを起用した1952年の映画「プリマス・アドヴェンチャー」、ヒストリー・チャネルによって制作された2006年のテレビ・ドキュメンタリー「絶望的な渡海：メイフラワー号の真実」などがある。

### 感謝祭
アメリカ合衆国は毎年11月第4木曜日に感謝祭の祝日を祝う。この日は連邦の祝日であり、家族が集まって伝統的に七面鳥を主餐とする食卓を囲む。この日の公的な催しはパレードやアメリカンフットボールの試合である。この祝日は1621年にプリマスで催された収穫を祝う祭り、「最初の感謝祭」を称える意味がある。その様子は植民地の書記官でブラッドフォードの甥だったナサニエル・モートンによる「ニューイングランドの記憶」に記録されている。
毎年の感謝祭は最近創られたものである。19世紀初期、アメリカ合衆国政府は感謝祭を国民の祝日にすると宣言したが、1回限りの宣言であって、戦闘の勝利のような特別の出来事を祝う意味合いのものだった。米英戦争が終わってから間もなく北東部の諸州が毎年11月に感謝祭を祝うようになった。今日の感謝祭は、ボストンの「レディズマガジン」の編集者サラ・ジョセファ・ヘイルという一人の女性の働きによるものである。ヘイルは1827年から、ピルグリムの最初の収穫祭を記念して毎年感謝祭を国民の祝日にするよう論説を書いた。40年近い後の1863年、エイブラハム・リンカーンは11月の最後の木曜日を、最初の近代的感謝祭と宣言した。フランクリン・ルーズベルトとアメリカ合衆国議会が最終的に11月の第4木曜日に変えた。1941年、この祝日は公式の連邦祝日であると議会によって認められた。
感謝祭の祝日を発展させる今日の催しの中では、ナショナル・フットボール・リーグの感謝祭クラシック・ゲームや、ニューヨークのメーシーズ感謝祭パレードが伝統となっている。
プリマス植民団に虐殺され土地を奪われた、ワンパノアグ族らニューイングランドのインディアン団体「ニューイングランド・アメリカ・インディアン連合」は、この日を呪わしい「白人によるインディアンの虐殺と侵略の日」（「全米哀悼の日」）とし、虐殺された先祖への弔意を示す黒い腕章を着け、「白人によるワンパノアグ族虐殺の歴史を忘れるな」との標語を掲げ、抗議のデモを行っている。

### プリマス・ロック

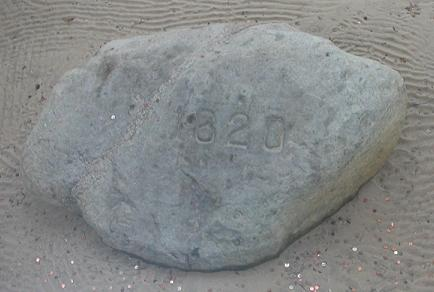
「プリマスの岩」

ピルグリムの上陸を忍ぶ象徴の一つがプリマス・ロックである。プリマスの上陸地点近くにあった花崗閃緑岩の大きな岩の露出部である。しかし、この岩が上陸地点にあったということに言及している当時の証言は無い。ピルグリムが上陸地点に選んだのは岩場ではなく、清水を確保し魚が取れた小川だった。
最初にプリマス・ロックを実際の上陸地点だとしたのは、1741年の当時90歳のトマス・フォーンスであり、その父親は1623年つまり最初の上陸の3年後にプリマスに到着していた。この岩は後に支柱に支えられた屋根で保護された。1774年、岩を掘り出すことが試みられたが2つに割れてしまった。幾つかのかけらがプリマスの中心部にあるタウン・スクェアに置かれた。1880年、埋まったままの方の岩が掘り出され、壊れたかけらも元のように付けられた。その後何十年も、お土産に岩のかけらを持ち帰る者がおり、残った岩は今ではアービング博物館の複合的建物の中で保護されている。この博物館には、渡航船の復元であるメイフラワー2世号、1620年の入植地を再現したプリマス・プランテーション、および17世紀インディアンの集落を再現したワンパノアグ集落がある。
1970年には、「ピルグリム・ファーザーズ上陸350周年記念の日」として、華やかな式典行事が行われた。
しかし白人にとって記念すべきこの岩は、インディアンたちにとっては侵略と民族浄化の忌まわしい象徴である。この「ピルグリム・ファーザーズ上陸350周年記念の日」には、全米最大のインディアン権利団体「アメリカインディアン運動（AIM）」が式典に乱入し、抗議行動を行った。
スー族AIM活動家のラッセル・ミーンズらはこのとき、記念展示されていた「メイフラワー2世号」に乗りこんでマストにAIMの旗を掲げ、また土砂を満載したトラックを乗り付け、プリマス・ロックを土砂で埋めてみせた。

### メイフラワー協会
メイフラワー子孫の総合協会、略してメイフラワー協会は1620年にメイフラワー号で到着した102名の乗客の一人かそれ以上の血を引くことが証明された人々による系譜的な組織である。この協会は1897年にプリマスで創られた。この協会は1千万人のアメリカ人が子孫だと主張できると言っている。メイフラワー号乗客との関係を調べたい人には協会が調査サービスを提供できる。